# Георг Саксен-Майнінгенський
Принц Георг Саксен-Майнінгенський, герцог Саксонський (нім. Georg Prinz von Sachsen-Meiningen Herzog zu Sachsen; 11 жовтня 1892, Кассель, Німецька імперія — 6 січня 1946, Череповець, РРФСР) — німецький офіцер, майор вермахту. З 29 грудня 1941 року — герцог Георг III (нім. Georg III. Herzog von Sachsen-Meiningen) і голова дому Саксен-Майнінген.

## Біографія
Старший син генерал-лейтенанта Прусської армії принца Фрідріха Саксен-Майнінгенського і його дружини Адельгейди, уродженої графині цур Ліппе-Бістерфельд. Вивчав право в Мюнхенському та Єнському університетах. З початком Першої світової війни перервав навчання і вступив в армію, служив в кавалерії. Після війни завершив навчання і працював суддею в Гільдбурггаузені. 22 лютого 1919 року одружився з графинею Кларою Марією фон Корфф, знаною Шміссінг-Керссенброк. В пари народились 4 дітей.
З 1926 року — власник замку Гельдбург. 1 травня 1933 року вступив в НСДАП (квиток №2 594 794).
Під час Другої світової війни повернувся в армію. В 1945 році замок Гельдбург і все майно сім'ї було відібране комуністами, а сам Георг був взятий в полон. Помер в таборі.

## Родина
Дружина —  графиня Клара Марія фон Корфф
Діти:
- Антон-Ульріх (23 грудня 1919 — 20 травня 1940) — загинув у бою під час Французької кампанії.
- Фрідріх-Альфред (5 квітня 1921 — 18 вересня 1997) — став ченцем у 1953 році
- Марія Єлизавета (18 грудня 1922 — 1923)
- Регіна (6 січня 1925— 3 лютого 2010)

## Звання
- Лейтенант (11 жовтня 1908)
- Оберлейтенант (25 лютого 1915)
- Ротмістр (27 січня 1918)

## Нагороди
- Орден Рутової корони
- Орден дому Саксен-Ернестіне, великий хрест з мечами
- Орден Білого Сокола, великий хрест з мечами
- Королівський орден дому Гогенцоллернів, командорський хрест
- Залізний хрест 2-го класу
- Хрест «За заслуги у війні» (Саксен-Майнінген)
- Орден Альберта (Саксонія), лицарський хрест 2-го класу з мечами
- Орден «За заслуги» (Баварія) 4-го класу з мечами
- Хрест «За військові заслуги» (Мекленбург-Шверін) 2-го класу
- Хрест «За військові заслуги» (Ліппе)
- Золота медаль «Ліакат» з шаблями (Османська імперія)
- Галліполійська зірка (Османська імперія)
- Почесний хрест ветерана війни з мечами
- Хрест Воєнних заслуг 2-го класу з мечами

## Галерея

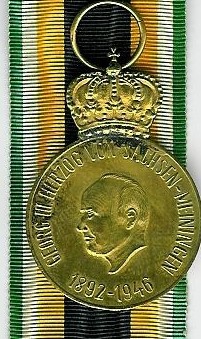
Пам'ятна медаль герцога Георга (1978).
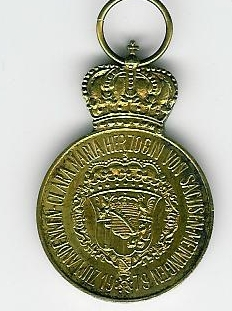
Реверс пам'ятної медалі.